# Список лунных кратеров, Ж
| Кратер    | Латинское название | Диаметр   | Эпоним                                 | Год утверждения МАС |
| --------- | ------------------ | --------- | -------------------------------------- | ------------------- |
| Жансен    | Janssen            | 200,65 км | Пьер Жюль Сезар Жансен (1824—1907)     | 1935                |
| Жерар     | Gerard             | 98,78 км  | Александр Джерард (1792—1839)          | 1935                |
| Жирицкий  | Zhiritskiy         | 33,36 км  | Георгий Сергеевич Жирицкий (1893—1966) | 1970                |
| Жолио     | Joliot             | 172,79 км | Фредерик Жолио-Кюри (1900—1958)        | 1961                |
| Жуковский | Zhukovskiy         | 82,07 км  | Николай Егорович Жуковский (1847—1921) | 1970                |
| Жюль Верн | Jules Verne        | 145,54 км | Жюль Верн (1828—1905)                  | 1961                |